# 南極座φ
南極座φ，又名CP-75 1417，HD 167468、SAO 257584、HR 6829，是南極座的一颗恒星，视星等为5.47，位于銀經319.27，銀緯-24.38，其B1900.0坐标为赤經18h 10m 9s，赤緯-75° -24.38′ 9″。